# Bob Dylan/Diskografie
Diese Diskografie ist eine Übersicht über die musikalischen Werke des US-amerikanischen Song-Poeten Bob Dylan. Den Quellenangaben zufolge hat er bisher mehr als 100 Millionen Tonträger verkauft, damit zählt er zu den Interpreten mit den meisten verkauften Tonträgern weltweit. Seine erfolgreichste Veröffentlichung ist das Album Bob Dylan’s Greatest Hits mit über 6,4 Millionen verkauften Einheiten.

## Alben

### Studioalben
| Jahr | Titel                         | Höchstplatzierung, Gesamtwochen/‑monate, AuszeichnungChartplatzierungen (Jahr, Titel, Platzierungen, Wochen/Monate, Auszeichnungen, Anmerkungen) | Höchstplatzierung, Gesamtwochen/‑monate, AuszeichnungChartplatzierungen (Jahr, Titel, Platzierungen, Wochen/Monate, Auszeichnungen, Anmerkungen) | Höchstplatzierung, Gesamtwochen/‑monate, AuszeichnungChartplatzierungen (Jahr, Titel, Platzierungen, Wochen/Monate, Auszeichnungen, Anmerkungen) | Höchstplatzierung, Gesamtwochen/‑monate, AuszeichnungChartplatzierungen (Jahr, Titel, Platzierungen, Wochen/Monate, Auszeichnungen, Anmerkungen) | Höchstplatzierung, Gesamtwochen/‑monate, AuszeichnungChartplatzierungen (Jahr, Titel, Platzierungen, Wochen/Monate, Auszeichnungen, Anmerkungen) | Anmerkungen                                                             |
| Jahr | Titel                         | DE | AT | CH | UK | US | Anmerkungen                                                             |
| ---- | ----------------------------- | --- | --- | --- | --- | --- | ----------------------------------------------------------------------- |
| 1962 | Bob Dylan                     | DE39 (1 Wo.)DE | — | — | UK13 Silber · (6 Wo.)UK | — | Erstveröffentlichung: 19. März 1962 Verkäufe: + 60.000                  |
| 1963 | The Freewheelin’ Bob Dylan    | — | — | — | UK1 Platin · (49 Wo.)UK | US22 Platin · (32 Wo.)US | Erstveröffentlichung: 27. Mai 1963 Verkäufe: + 1.300.000                |
| 1964 | The Times They Are a-Changin’ | — | — | — | UK4 Gold · (20 Wo.)UK | US20 Gold · (21 Wo.)US | Erstveröffentlichung: 13. Januar 1964 Verkäufe: + 600.000               |
| 1964 | Another Side of Bob Dylan     | DE24 (1 Mt.)DE | — | — | UK8 Gold · (19 Wo.)UK | US43 Gold · (41 Wo.)US | Erstveröffentlichung: 8. August 1964 Verkäufe: + 600.000                |
| 1965 | Bringing It All Back Home     | — | — | — | UK1 Gold · (29 Wo.)UK | US6 Platin · (43 Wo.)US | Erstveröffentlichung: 22. März 1965 Verkäufe: + 1.100.000               |
| 1965 | Highway 61 Revisited          | DE28 (2 Wo.)DE | — | — | UK4 Platin · (16 Wo.)UK | US3 Platin · (47 Wo.)US | Erstveröffentlichung: 30. August 1965 Verkäufe: + 1.350.000             |
| 1966 | Blonde on Blonde              | — | — | — | UK3 Platin · (15 Wo.)UK | US9 ×2Doppelplatin · (34 Wo.)US | Erstveröffentlichung: 20. Juni 1966 Verkäufe: + 2.300.000               |
| 1967 | John Wesley Harding           | — | — | — | UK1 Gold · (29 Wo.)UK | US2 Platin · (52 Wo.)US | Erstveröffentlichung: 27. Dezember 1967 Verkäufe: + 1.100.000           |
| 1969 | Nashville Skyline             | DE24 (1 Mt.)DE | — | — | UK1 Gold · (42 Wo.)UK | US3 Platin · (47 Wo.)US | Erstveröffentlichung: 9. April 1969 Verkäufe: + 1.150.000               |
| 1970 | Self Portrait                 | DE29 (½ Mt.)DE | — | — | UK1 (15 Wo.)UK | US4 Gold · (22 Wo.)US | Erstveröffentlichung: 8. Juni 1970 Verkäufe: + 500.000                  |
| 1970 | New Morning                   | — | — | — | UK1 Silber · (11 Wo.)UK | US7 Gold · (23 Wo.)US | Erstveröffentlichung: 21. Oktober 1970 Verkäufe: + 560.000              |
| 1973 | Pat Garrett & Billy the Kid   | — | — | — | UK29 (11 Wo.)UK | US16 Gold · (30 Wo.)US | Erstveröffentlichung: 13. Juli 1973 Verkäufe: + 500.000                 |
| 1973 | Dylan                         | — | — | — | — | US17 Gold · (15 Wo.)US | Erstveröffentlichung: 16. November 1973 Verkäufe: + 500.000             |
| 1974 | Planet Waves                  | DE34 (3 Wo.)DE | AT4 (3 Mt.)AT | — | UK3 Silber · (8 Wo.)UK | US1 Gold · (21 Wo.)US | Erstveröffentlichung: 17. Januar 1974 Verkäufe: + 560.000; mit The Band |
| 1975 | Blood on the Tracks           | DE45 (½ Mt.)DE | — | — | UK4 Platin · (16 Wo.)UK | US1 ×2Doppelplatin · (25 Wo.)US | Erstveröffentlichung: 17. Januar 1975 Verkäufe: + 2.400.000             |
| 1975 | The Basement Tapes            | — | — | — | UK8 Gold · (10 Wo.)UK | US7 Gold · (14 Wo.)US | Erstveröffentlichung: 26. Juni 1975 Verkäufe: + 600.000; mit The Band   |
| 1976 | Desire                        | DE11 Gold · (2½ Mt.)DE | AT3 (3 Mt.)AT | — | UK3 Gold · (36 Wo.)UK | US1 ×2Doppelplatin · (35 Wo.)US | Erstveröffentlichung: 5. Juni 1976 Verkäufe: + 2.800.000                |
| 1978 | Street Legal                  | DE16 (3 Mt.)DE | AT7 (5 Mt.)AT | — | UK2 Platin · (20 Wo.)UK | US11 Gold · (23 Wo.)US | Erstveröffentlichung: 15. Juni 1978 Verkäufe: + 1.050.000               |
| 1979 | Slow Train Coming             | DE22 (3 Mt.)DE | AT11 (2 Mt.)AT | — | UK2 Gold · (13 Wo.)UK | US3 Platin · (26 Wo.)US | Erstveröffentlichung: 20. August 1979 Verkäufe: + 1.608.000             |
| 1980 | Saved                         | DE41 (7 Wo.)DE | AT14 (1½ Mt.)AT | — | UK3 Silber · (8 Wo.)UK | US24 (11 Wo.)US | Erstveröffentlichung: 20. Juni 1980 Verkäufe: + 60.000                  |
| 1981 | Shot of Love                  | DE50 (4 Wo.)DE | AT20 (½ Mt.)AT | — | UK6 Silber · (8 Wo.)UK | US33 (9 Wo.)US | Erstveröffentlichung: 12. August 1981 Verkäufe: + 110.000               |
| 1983 | Infidels                      | DE31 (8 Wo.)DE | AT20 (½ Mt.)AT | CH9 (14 Wo.)CH | UK9 Silber · (12 Wo.)UK | US20 Gold · (24 Wo.)US | Erstveröffentlichung: 27. Oktober 1983 Verkäufe: + 710.000              |
| 1985 | Empire Burlesque              | DE27 (8 Wo.)DE | AT12 (2 Mt.)AT | CH6 (11 Wo.)CH | UK11 (6 Wo.)UK | US33 (17 Wo.)US | Erstveröffentlichung: 8. Juni 1985 Verkäufe: + 70.000                   |
| 1986 | Knocked Out Loaded            | DE50 (3 Wo.)DE | AT24 (1 Mt.)AT | CH18 (6 Wo.)CH | UK35 (5 Wo.)UK | US53 (13 Wo.)US | Erstveröffentlichung: 14. Juli 1986                                     |
| 1988 | Down in the Groove            | DE55 (4 Wo.)DE | — | CH18 (3 Wo.)CH | UK32 (3 Wo.)UK | US61 (10 Wo.)US | Erstveröffentlichung: 31. Mai 1988                                      |
| 1989 | Oh Mercy                      | DE37 (13 Wo.)DE | — | CH4 Gold · (11 Wo.)CH | UK6 Gold · (7 Wo.)UK | US30 (23 Wo.)US | Erstveröffentlichung: 18. September 1989 Verkäufe: + 210.000            |
| 1990 | Under the Red Sky             | DE52 (7 Wo.)DE | AT23 (4 Wo.)AT | CH7 Gold · (10 Wo.)CH | UK13 Silber · (3 Wo.)UK | US38 (11 Wo.)US | Erstveröffentlichung: 11. September 1990 Verkäufe: + 85.000             |
| 1992 | Good as I Been to You         | DE68 (9 Wo.)DE | AT34 (1 Wo.)AT | CH19 (9 Wo.)CH | UK18 (3 Wo.)UK | US51 (8 Wo.)US | Erstveröffentlichung: 27. Oktober 1992                                  |
| 1993 | World Gone Wrong              | — | — | CH40 (2 Wo.)CH | UK35 (2 Wo.)UK | US70 (4 Wo.)US | Erstveröffentlichung: 26. Oktober 1993 Grammy                           |
| 1997 | Time Out of Mind              | DE6 (15 Wo.)DE | AT12 (11 Wo.)AT | CH12 (7 Wo.)CH | UK10 Gold · (8 Wo.)UK | US10 Platin · (29 Wo.)US | Erstveröffentlichung: 30. September 1997 Verkäufe: + 1.225.000; Grammy  |
| 2001 | “Love and Theft”              | DE4 (9 Wo.)DE | AT2 (9 Wo.)AT | CH3 Gold · (9 Wo.)CH | UK3 Gold · (6 Wo.)UK | US5 Gold · (26 Wo.)US | Erstveröffentlichung: 11. September 2001 Verkäufe: + 650.000; Grammy    |
| 2006 | Modern Times                  | DE2 Gold · (22 Wo.)DE | AT1 (13 Wo.)AT | CH1 Gold · (11 Wo.)CH | UK3 Platin · (20 Wo.)UK | US1 Platin · (27 Wo.)US | Erstveröffentlichung: 29. August 2006 Verkäufe: + 1.645.000             |
| 2009 | Together Through Life         | DE2 (10 Wo.)DE | AT1 (9 Wo.)AT | CH2 (9 Wo.)CH | UK1 Gold · (8 Wo.)UK | US1 (15 Wo.)US | Erstveröffentlichung: 28. April 2009 Verkäufe: + 107.500                |
| 2009 | Christmas in the Heart        | DE37 (7 Wo.)DE | AT44 (8 Wo.)AT | CH80 (2 Wo.)CH | UK40 Silber · (7 Wo.)UK | US23 (11 Wo.)US | Erstveröffentlichung: 13. Oktober 2009 Verkäufe: + 60.000               |
| 2012 | Tempest                       | DE2 (8 Wo.)DE | AT1 Gold · (9 Wo.)AT | CH2 (8 Wo.)CH | UK3 Gold · (7 Wo.)UK | US3 (11 Wo.)US | Erstveröffentlichung: 11. September 2012 Verkäufe: + 127.500            |
| 2015 | Shadows in the Night          | DE6 (5 Wo.)DE | AT3 (7 Wo.)AT | CH2 (6 Wo.)CH | UK1 (5 Wo.)UK | US7 (8 Wo.)US | Erstveröffentlichung: 3. Februar 2015                                   |
| 2016 | Fallen Angels                 | DE7 (4 Wo.)DE | AT1 (7 Wo.)AT | CH4 (5 Wo.)CH | UK5 (3 Wo.)UK | US7 (3 Wo.)US | Erstveröffentlichung: 20. Mai 2016                                      |
| 2017 | Triplicate                    | DE7 (4 Wo.)DE | AT4 (6 Wo.)AT | CH10 (4 Wo.)CH | UK17 (2 Wo.)UK | US37 (1 Wo.)US | Erstveröffentlichung: 31. März 2017                                     |
| 2020 | Rough and Rowdy Ways          | DE1 (14 Wo.)DE | AT1 (12 Wo.)AT | CH1 (18 Wo.)CH | UK1 Gold · (9 Wo.)UK | US2 (4 Wo.)US | Erstveröffentlichung: 19. Juni 2020 Verkäufe: + 100.000                 |
| 2023 | Shadow Kingdom                | DE10 (4 Wo.)DE | AT4 (3 Wo.)AT | CH3 (5 Wo.)CH | UK14 (1 Wo.)UK | US71 (1 Wo.)US | Erstveröffentlichung: 2. Juni 2023                                      |

grau schraffiert: keine Chartdaten aus diesem Jahr verfügbar

### Livealben
| Jahr | Titel                                                            | Höchstplatzierung, Gesamtwochen/‑monate, AuszeichnungChartplatzierungen (Jahr, Titel, Platzierungen, Wochen/Monate, Auszeichnungen, Anmerkungen) | Höchstplatzierung, Gesamtwochen/‑monate, AuszeichnungChartplatzierungen (Jahr, Titel, Platzierungen, Wochen/Monate, Auszeichnungen, Anmerkungen) | Höchstplatzierung, Gesamtwochen/‑monate, AuszeichnungChartplatzierungen (Jahr, Titel, Platzierungen, Wochen/Monate, Auszeichnungen, Anmerkungen) | Höchstplatzierung, Gesamtwochen/‑monate, AuszeichnungChartplatzierungen (Jahr, Titel, Platzierungen, Wochen/Monate, Auszeichnungen, Anmerkungen) | Höchstplatzierung, Gesamtwochen/‑monate, AuszeichnungChartplatzierungen (Jahr, Titel, Platzierungen, Wochen/Monate, Auszeichnungen, Anmerkungen) | Anmerkungen |
| Jahr | Titel                                                            | DE | AT | CH | UK | US | Anmerkungen |
| ---- | ---------------------------------------------------------------- | --- | --- | --- | --- | --- | --- |
| 1974 | Before the Flood                                                 | DE24 (1 Mt.)DE | AT3 (4 Mt.)AT | — | UK8 Gold · (7 Wo.)UK | US3 Platin · (19 Wo.)US | Erstveröffentlichung: 20. Juni 1974 Verkäufe: + 1.100.000; mit The Band                                                           |
| 1976 | Hard Rain                                                        | DE38 (½ Mt.)DE | — | — | UK3 Gold · (7 Wo.)UK | US17 Gold · (12 Wo.)US | Erstveröffentlichung: 13. September 1976 Verkäufe: + 660.000                                                                      |
| 1978 | At Budokan                                                       | DE24 (15 Wo.)DE | AT7 (4 Mt.)AT | — | UK4 Gold · (19 Wo.)UK | US13 Gold · (25 Wo.)US | Erstveröffentlichung: 21. August 1978 Verkäufe: + 650.000 siehe auch The Complete Budokan 1978 im Jahr 2023                       |
| 1984 | Real Live                                                        | — | — | — | UK54 (2 Wo.)UK | US115 (9 Wo.)US | Erstveröffentlichung: 29. November 1984                                                                                           |
| 1989 | Dylan & The Dead                                                 | DE55 (2 Wo.)DE | — | CH29 (2 Wo.)CH | UK38 (3 Wo.)UK | US37 Gold · (11 Wo.)US | Erstveröffentlichung: 6. Februar 1989 Verkäufe: + 500.000; mit Grateful Dead                                                      |
| 1993 | The 30th Anniversary Concert Celebration                         | DE20 (8 Wo.)DE | AT51 (1 Wo.)AT | CH34 (3 Wo.)CH | — | US40 Gold · (11 Wo.)US | Erstveröffentlichung: 24. August 1993 Verkäufe: + 500.000                                                                         |
| 1995 | MTV Unplugged                                                    | DE24 (12 Wo.)DE | AT10 (4 Wo.)AT | CH19 (7 Wo.)CH | UK10 Gold · (6 Wo.)UK | US23 Gold · (10 Wo.)US | Erstveröffentlichung: 25. April 1995 Verkäufe: + 600.000                                                                          |
| 2011 | Bob Dylan in Concert – Brandeis Uni                              | — | — | — | UK59 (1 Wo.)UK | US128 (1 Wo.)US | Erstveröffentlichung: 11. April 2011                                                                                              |
| 2016 | The 1966 Live Recordings                                         | DE38 (1 Wo.)DE | AT63 (1 Wo.)AT | CH100 (1 Wo.)CH | — | — | Erstveröffentlichung: 11. November 2016                                                                                           |
| 2016 | The Real Royal Albert Hall 1966 Concert (Live)                   | DE85 (1 Wo.)DE | AT64 (1 Wo.)AT | CH71 (1 Wo.)CH | UK60 (1 Wo.)UK | US113 (1 Wo.)US | Erstveröffentlichung: 2. Dezember 2016                                                                                            |
| 2018 | Live 1962–1966: Rare Performances from the Copyright Collections | — | — | CH41 (3 Wo.)CH | UK49 (1 Wo.)UK | — | Erstveröffentlichung: 20. Juli 2018                                                                                               |
| 2019 | Bob Dylan – The Rolling Thunder Revue: The 1975 Live Recordings  | DE10 (4 Wo.)DE | AT12 (2 Wo.)AT | CH18 (1 Wo.)CH | UK20 (1 Wo.)UK | US100 (1 Wo.)US | Erstveröffentlichung: 7. Juni 2019                                                                                                |
| 2023 | The Complete Budokan 1978                                        | DE15 (1 Wo.)DE | AT14 (1 Wo.)AT | CH13 (1 Wo.)CH | — | — | Erstveröffentlichung: 17. November 2023 ein Teil der Aufnahmen aus 2 Konzerten erschien bereits 1979, siehe oben unter At Budokan |
| 2024 | The 1974 Live Recordings                                         | DE5 (2 Wo.)DE | AT16 (1 Wo.)AT | CH14 (1 Wo.)CH | UK95 (1 Wo.)UK | — | Erstveröffentlichung: 20. September 2024 mit The Band                                                                             |

grau schraffiert: keine Chartdaten aus diesem Jahr verfügbar
Weitere Livealben
- 1998: Live at the Royal Albert Hall (UK: Silber)
- 2010: In Concert - Brandeis University 1963
- 2016: Across the Borderline (mit Tom Petty)*
- 2017: Live in San Diego November 28, 1979

### Kompilationen
| Jahr | Titel                                                                     | Höchstplatzierung, Gesamtwochen, AuszeichnungChartplatzierungen (Jahr, Titel, Platzierungen, Wochen, Auszeichnungen, Anmerkungen) | Höchstplatzierung, Gesamtwochen, AuszeichnungChartplatzierungen (Jahr, Titel, Platzierungen, Wochen, Auszeichnungen, Anmerkungen) | Höchstplatzierung, Gesamtwochen, AuszeichnungChartplatzierungen (Jahr, Titel, Platzierungen, Wochen, Auszeichnungen, Anmerkungen) | Höchstplatzierung, Gesamtwochen, AuszeichnungChartplatzierungen (Jahr, Titel, Platzierungen, Wochen, Auszeichnungen, Anmerkungen) | Höchstplatzierung, Gesamtwochen, AuszeichnungChartplatzierungen (Jahr, Titel, Platzierungen, Wochen, Auszeichnungen, Anmerkungen) | Anmerkungen                                                   | [↑]: gemeinsam behandelt mit vorhergehendem Eintrag; [←]: in beiden Charts platziert |
| Jahr | Titel                                                                     | DE | AT | CH | UK | US | Anmerkungen                                                   |                                                                                      |
| ---- | ------------------------------------------------------------------------- | --- | --- | --- | --- | --- | ------------------------------------------------------------- | ------------------------------------------------------------------------------------ |
| 1967 | Bob Dylan’s Greatest Hits                                                 | DE20 Gold · (5 Wo.)DE | AT— GoldAT | CH— PlatinCH | UK6 ×2Doppelplatin · (100 Wo.)UK                                                                                                  | US10 ×5Fünffachplatin · (94 Wo.)US                                                                                                | Erstveröffentlichung: 27. März 1967 Verkäufe: + 6.425.000     |                                                                                      |
| 1971 | More Bob Dylan Greatest Hits (UK) Bob Dylan’s Greatest Hits, Vol. II (US) | — | — | — | UK12 Platin · (15 Wo.)UK | US14 ×5Fünffachplatin · (36 Wo.)US                                                                                                | Erstveröffentlichung: 17. November 1971 Verkäufe: + 5.600.000 |                                                                                      |
| 1985 | Biograph                                                                  | — | — | — | UK— SilberUK | US33 Platin · (22 Wo.)US | Erstveröffentlichung: 7. November 1985 Verkäufe: + 1.060.000  |                                                                                      |
| 1994 | Greatest Hits Volume 3                                                    | — | — | CH46 (1 Wo.)CH | — | US126 Gold · (2 Wo.)US | Erstveröffentlichung: 15. November 1994 Verkäufe: + 500.000   |                                                                                      |
| 1997 | The Best of Bob Dylan                                                     | DE10 (16 Wo.)DE | AT20 Gold · (16 Wo.)AT | — | UK6 Gold · (22 Wo.)UK | — | Erstveröffentlichung: 2. Juni 1997 Verkäufe: + 1.130.000      |                                                                                      |
| 2000 | The Best of Bob Dylan – Volume 2                                          | DE75 (3 Wo.)DE | — | CH94 (1 Wo.)CH | UK22 (3 Wo.)UK | — | Erstveröffentlichung: 28. November 2000 Verkäufe: + 50.000    |                                                                                      |
| 2000 | The Essential Bob Dylan                                                   | — | — | CH94 (1 Wo.)CH | UK9 Platin · (27 Wo.)UK | US67 ×2Doppelplatin · (22 Wo.)US                                                                                                  | Erstveröffentlichung: 31. Oktober 2000 Verkäufe: + 2.570.000  |                                                                                      |
| 2001 | The Ultimate Collection                                                   | DE16 (9 Wo.)DE | AT9 Gold · (20 Wo.)AT | CH18 (11 Wo.)CH | UK— GoldUK | — | Erstveröffentlichung: 21. Mai 2001 Verkäufe: + 125.000        |                                                                                      |
| 2007 | Dylan                                                                     | DE26 (6 Wo.)DE | AT13 Gold · (8 Wo.)AT | CH16 Gold · (14 Wo.)CH | UK10 Gold · (13 Wo.)UK | US36 (20 Wo.)US | Erstveröffentlichung: 2. Oktober 2007 Verkäufe: + 190.000     |                                                                                      |
| 2007 | Dylan: Deluxe Edition[DE: ↑][AT: ↑][CH: ↑][UK: ↑]                         | DE26 (6 Wo.)DE | AT13 Gold · (8 Wo.)AT | CH16 Gold · (14 Wo.)CH | UK10 Gold · (13 Wo.)UK | US93 (1 Wo.)US | Erstveröffentlichung: 2. Oktober 2007                         |                                                                                      |
| 2009 | Playlist – The Very Best of Bob Dylan ’70s                                | — | — | — | — | US97 (5 Wo.)US | Erstveröffentlichung: 17. April 2009                          |                                                                                      |
| 2010 | The Best of the Original Mono Recordings                                  | — | — | — | — | US91 (1 Wo.)US | Erstveröffentlichung: 19. Oktober 2010                        |                                                                                      |
| 2010 | The Original Mono Recordings                                              | DE58 (1 Wo.)DE | — | — | — | US152 (1 Wo.)US | Erstveröffentlichung: 19. Oktober 2010                        |                                                                                      |
| 2011 | Pure Dylan                                                                | DE73 (1 Wo.)DE | — | — | — | — | Erstveröffentlichung: 21. Oktober 2011                        |                                                                                      |
| 2012 | Super Hits                                                                | — | — | — | — | US175 (2 Wo.)US | Erstveröffentlichung: 2012                                    |                                                                                      |
| 2012 | The Real                                                                  | — | — | — | UK80 Gold · (1 Wo.)UK | — | Erstveröffentlichung: 1. Oktober 2012 Verkäufe: + 100.000     |                                                                                      |
| 2013 | The Very Best of Bob Dylan                                                | — | — | — | UK16 Platin · (47 Wo.)UK | US31 (14 Wo.)US | Erstveröffentlichung: 1. November 2013 Verkäufe: + 300.000    |                                                                                      |
| 2013 | The Complete Album Collection Vol. 1                                      | DE41 (1 Wo.)DE | — | — | — | — | Erstveröffentlichung: 5. November 2013                        |                                                                                      |
| 2021 | 1970                                                                      | DE10 (2 Wo.)DE | AT8 (1 Wo.)AT | CH11 (3 Wo.)CH | UK13 (1 Wo.)UK | US76 (1 Wo.)US | Erstveröffentlichung: 26. Februar 2021                        |                                                                                      |

grau schraffiert: keine Chartdaten aus diesem Jahr verfügbar

### Soundtracks
| Jahr | Titel                       | Höchstplatzierung, Gesamtwochen, AuszeichnungChartplatzierungen (Jahr, Titel, Platzierungen, Wochen, Auszeichnungen, Anmerkungen) | Höchstplatzierung, Gesamtwochen, AuszeichnungChartplatzierungen (Jahr, Titel, Platzierungen, Wochen, Auszeichnungen, Anmerkungen) | Höchstplatzierung, Gesamtwochen, AuszeichnungChartplatzierungen (Jahr, Titel, Platzierungen, Wochen, Auszeichnungen, Anmerkungen) | Höchstplatzierung, Gesamtwochen, AuszeichnungChartplatzierungen (Jahr, Titel, Platzierungen, Wochen, Auszeichnungen, Anmerkungen) | Höchstplatzierung, Gesamtwochen, AuszeichnungChartplatzierungen (Jahr, Titel, Platzierungen, Wochen, Auszeichnungen, Anmerkungen) | Anmerkungen                            |
| Jahr | Titel                       | DE | AT | CH | UK | US | Anmerkungen                            |
| ---- | --------------------------- | --- | --- | --- | --- | --- | -------------------------------------- |
| 2003 | Masked and Anonymous O.S.T. | — | — | — | — | US94 (2 Wo.)US | Erstveröffentlichung: 19. Juni 2003    |
| 2007 | I’m Not There O.S.T.        | — | — | — | — | US95 (4 Wo.)US | Erstveröffentlichung: 30. Oktober 2007 |

### EPs
- 1966: With God On Our Side
- 1966: One Too Many Mornings
- 1967: The Ballad of Frankie Lee and Judas Priest

### The Bootleg Series
| Jahr | Titel | Höchstplatzierung, Gesamtwochen, AuszeichnungChartplatzierungen (Jahr, Titel, Platzierungen, Wochen, Auszeichnungen, Anmerkungen) | Höchstplatzierung, Gesamtwochen, AuszeichnungChartplatzierungen (Jahr, Titel, Platzierungen, Wochen, Auszeichnungen, Anmerkungen) | Höchstplatzierung, Gesamtwochen, AuszeichnungChartplatzierungen (Jahr, Titel, Platzierungen, Wochen, Auszeichnungen, Anmerkungen) | Höchstplatzierung, Gesamtwochen, AuszeichnungChartplatzierungen (Jahr, Titel, Platzierungen, Wochen, Auszeichnungen, Anmerkungen) | Höchstplatzierung, Gesamtwochen, AuszeichnungChartplatzierungen (Jahr, Titel, Platzierungen, Wochen, Auszeichnungen, Anmerkungen) | Anmerkungen                                                 | [↑]: gemeinsam behandelt mit vorhergehendem Eintrag; [←]: in beiden Charts platziert |
| Jahr | Titel | DE | AT | CH | UK | US | Anmerkungen                                                 |                                                                                      |
| ---- | --- | --- | --- | --- | --- | --- | ----------------------------------------------------------- | ------------------------------------------------------------------------------------ |
| 1991 | The Bootleg Series Vol. 1–3: 1961–1991                                                                      | — | — | CH27 (1 Wo.)CH | UK32 Gold · (5 Wo.)UK | US49 Gold · (6 Wo.)US | Erstveröffentlichung: 26. März 1991 Verkäufe: + 600.000     |                                                                                      |
| 1998 | The Bootleg Series Vol. 4: Live 1966                                                                        | DE98 (1 Wo.)DE | — | — | UK19 (3 Wo.)UK | US31 Gold · (5 Wo.)US | Erstveröffentlichung: 13. Oktober 1998 Verkäufe: + 500.000  |                                                                                      |
| 2002 | The Bootleg Series Vol. 5: Bob Dylan Live 1975 – The Rolling Thunder Revue                                  | DE79 (1 Wo.)DE | — | CH81 (1 Wo.)CH | UK69 (1 Wo.)UK | US56 Gold · (9 Wo.)US | Erstveröffentlichung: 26. November 2002 Verkäufe: + 500.000 |                                                                                      |
| 2004 | The Bootleg Series Vol. 6: Live 1964 – The Philharmonic Hall Concert                                        | DE61 (1 Wo.)DE | AT52 (1 Wo.)AT | — | UK33 (2 Wo.)UK | US28 (4 Wo.)US | Erstveröffentlichung: 30. März 2004                         |                                                                                      |
| 2005 | No Direction Home: The Soundtrack – The Bootleg Series Vol. 7                                               | DE56 (2 Wo.)DE | AT66 (1 Wo.)AT | CH54 (3 Wo.)CH | UK21 Gold · (6 Wo.)UK | US16 Gold · (11 Wo.)US | Erstveröffentlichung: 30. August 2005 Verkäufe: + 600.000   |                                                                                      |
| 2008 | The Bootleg Series Vol. 8: Tell Tale Signs – Rare and Unreleased 1989–2006                                  | DE17 (7 Wo.)DE | AT37 (3 Wo.)AT | CH36 (4 Wo.)CH | UK9 Silber · (3 Wo.)UK | US6 (8 Wo.)US | Erstveröffentlichung: 6. Oktober 2008 Verkäufe: + 60.000    |                                                                                      |
| 2010 | The Bootleg Series Vol. 9: The Witmark Demos: 1962–1964                                                     | DE24 (2 Wo.)DE | AT46 (2 Wo.)AT | CH21 (2 Wo.)CH | UK18 (2 Wo.)UK | US12 (5 Wo.)US | Erstveröffentlichung: 19. Oktober 2010                      |                                                                                      |
| 2013 | The Bootleg Series Vol. 10 – Another Self Portrait (1969–1971)                                              | DE2 (6 Wo.)DE | AT5 (5 Wo.)AT | CH6 (6 Wo.)CH | UK5 Silber · (4 Wo.)UK | US21 (5 Wo.)US | Erstveröffentlichung: 27. August 2013                       |                                                                                      |
| 2013 | The Bootleg Series Vol. 10 – Another Self Portrait (1969–1971) (Deluxe Edition)[DE: ↑][AT: ↑][CH: ↑][UK: ↑] | DE2 (6 Wo.)DE | AT5 (5 Wo.)AT | CH6 (6 Wo.)CH | UK5 Silber · (4 Wo.)UK | US60 (1 Wo.)US | Erstveröffentlichung: 27. August 2013                       |                                                                                      |
| 2014 | The Bootleg Series Vol. 11: The Basement Tapes Raw                                                          | DE9 (4 Wo.)DE | AT6 (4 Wo.)AT | CH12 (4 Wo.)CH | — | US41 (3 Wo.)US | Erstveröffentlichung: 4. November 2014 mit The Band         |                                                                                      |
| 2014 | The Bootleg Series Vol. 11: The Basement Tapes Complete                                                     | — | — | — | UK17 (3 Wo.)UK | US42 (2 Wo.)US | Erstveröffentlichung: 4. November 2014 mit The Band         |                                                                                      |
| 2015 | The Bootleg Series Vol. 12: The Cutting Edge 1965–1966                                                      | DE10 (3 Wo.)DE | AT12 (2 Wo.)AT | CH10 (2 Wo.)CH | UK12 (4 Wo.)UK | US33 (2 Wo.)US | Erstveröffentlichung: 6. November 2015                      |                                                                                      |
| 2015 | The Bootleg Series Vol. 12: The Cutting Edge 1965–1966 (Deluxe Edition)[DE: ↑][AT: ↑][CH: ↑][UK: ↑]         | DE10 (3 Wo.)DE | AT12 (2 Wo.)AT | CH10 (2 Wo.)CH | UK12 (4 Wo.)UK | US85 (1 Wo.)US | Erstveröffentlichung: 6. November 2015                      |                                                                                      |
| 2017 | The Bootleg Series Vol. 13: Trouble No More 1979 – 1981                                                     | DE10 (3 Wo.)DE | AT14 (2 Wo.)AT | CH17 (3 Wo.)CH | UK21 (1 Wo.)UK | US49 (1 Wo.)US | Erstveröffentlichung: 3. November 2017                      |                                                                                      |
| 2018 | The Bootleg Series Vol. 14: More Blood, More Tracks                                                         | DE4 (3 Wo.)DE | AT9 (3 Wo.)AT | CH13 (3 Wo.)CH | UK9 (2 Wo.)UK | US25 (2 Wo.)US | Erstveröffentlichung: 2. November 2018                      |                                                                                      |
| 2019 | The Bootleg Series Vol. 15: Travelin’ Thru 1967–1969                                                        | DE11 (6 Wo.)DE | AT8 (3 Wo.)AT | CH7 (4 Wo.)CH | UK6 (2 Wo.)UK | US27 (1 Wo.)US | Erstveröffentlichung: 1. November 2019                      |                                                                                      |
| 2021 | The Bootleg Series Vol. 16: Springtime in New York 1980–1985                                                | DE4 (4 Wo.)DE | AT1 (3 Wo.)AT | CH4 (5 Wo.)CH | UK6 (1 Wo.)UK | US40 (1 Wo.)US | Erstveröffentlichung: 17. September 2021                    |                                                                                      |
| 2023 | Fragments – Time Out of Mind Sessions (1996-1997): The Bootleg Series, Vol. 17                              | DE3 (3 Wo.)DE | AT5 (2 Wo.)AT | CH4 (4 Wo.)CH | UK9 (1 Wo.)UK | US63 (1 Wo.)US | Erstveröffentlichung: 27. Januar 2023                       |                                                                                      |

## Singles
| Jahr | Titel Album                                                     | Höchstplatzierung, Gesamtwochen/‑monate, AuszeichnungChartplatzierungen (Jahr, Titel, Album, Platzierungen, Wochen/Monate, Auszeichnungen, Anmerkungen) | Höchstplatzierung, Gesamtwochen/‑monate, AuszeichnungChartplatzierungen (Jahr, Titel, Album, Platzierungen, Wochen/Monate, Auszeichnungen, Anmerkungen) | Höchstplatzierung, Gesamtwochen/‑monate, AuszeichnungChartplatzierungen (Jahr, Titel, Album, Platzierungen, Wochen/Monate, Auszeichnungen, Anmerkungen) | Höchstplatzierung, Gesamtwochen/‑monate, AuszeichnungChartplatzierungen (Jahr, Titel, Album, Platzierungen, Wochen/Monate, Auszeichnungen, Anmerkungen) | Höchstplatzierung, Gesamtwochen/‑monate, AuszeichnungChartplatzierungen (Jahr, Titel, Album, Platzierungen, Wochen/Monate, Auszeichnungen, Anmerkungen) | Anmerkungen                                                                                  | [↑]: gemeinsam behandelt mit vorhergehendem Eintrag; [←]: in beiden Charts platziert |
| Jahr | Titel Album                                                     | DE | AT | CH | UK | US | Anmerkungen                                                                                  |                                                                                      |
| ---- | --------------------------------------------------------------- | --- | --- | --- | --- | --- | -------------------------------------------------------------------------------------------- | ------------------------------------------------------------------------------------ |
| 1963 | Blowin’ in the Wind The Freewheelin’ Bob Dylan                  | — | — | — | UK93 Gold · (3 Wo.)UK | — | Erstveröffentlichung: 13. August 1963 Verkäufe: + 455.000; stieg erst 2009 in die Charts ein |                                                                                      |
| 1965 | The Times They Are a-Changin’                                   | — | — | — | UK9 Gold · (11 Wo.)UK | — | Erstveröffentlichung: 8. März 1965 Verkäufe: + 400.000                                       |                                                                                      |
| 1965 | Subterranean Homesick Blues Bringing It All Back Home           | — | — | — | UK9 Silber · (9 Wo.)UK | US39 (8 Wo.)US | Erstveröffentlichung: 8. März 1965 Verkäufe: + 200.000                                       |                                                                                      |
| 1965 | Maggie’s Farm Bringing It All Back Home                         | — | — | — | UK22 (8 Wo.)UK | — | Erstveröffentlichung: 4. Juni 1965                                                           |                                                                                      |
| 1965 | Like a Rolling Stone Highway 61 Revisited                       | DE13 (½ Mt.)DE | — | — | UK4 Platin · (12 Wo.)UK | US2 (12 Wo.)US | Erstveröffentlichung: 26. Juni 1965 Verkäufe: + 745.000                                      |                                                                                      |
| 1965 | Positively 4th Street –                                         | — | — | — | UK8 (12 Wo.)UK | US7 (9 Wo.)US | Erstveröffentlichung: 7. September 1965                                                      |                                                                                      |
| 1965 | Can You Please Crawl out Your Window? –                         | — | — | — | UK17 (5 Wo.)UK | US58 (6 Wo.)US | Erstveröffentlichung: 8. Dezember 1965                                                       |                                                                                      |
| 1966 | One of Us Must Know (Sooner or Later) Blonde on Blonde          | — | — | — | UK33 (5 Wo.)UK | — | Erstveröffentlichung: 14. Februar 1966                                                       |                                                                                      |
| 1966 | Rainy Day Women #12 & 35 Blonde on Blonde                       | — | — | — | UK7 (8 Wo.)UK | US2 (10 Wo.)US | Erstveröffentlichung: 24. April 1966                                                         |                                                                                      |
| 1966 | I Want You Blonde on Blonde                                     | — | — | — | UK16 (9 Wo.)UK | US20 (7 Wo.)US | Erstveröffentlichung: 10. Juni 1966                                                          |                                                                                      |
| 1966 | Just Like a Woman Blonde on Blonde                              | — | — | — | — | US33 (6 Wo.)US | Erstveröffentlichung: 18. August 1966                                                        |                                                                                      |
| 1967 | Leopard-Skin Pill-Box Hat Blonde on Blonde                      | — | — | — | — | US81 (4 Wo.)US | Erstveröffentlichung: 24. April 1967                                                         |                                                                                      |
| 1969 | I Threw It All Away Nashville Skyline                           | — | — | — | UK30 (6 Wo.)UK | US85 (5 Wo.)US | Erstveröffentlichung: 22. April 1969                                                         |                                                                                      |
| 1969 | Lay Lady Lay Nashville Skyline                                  | — | — | — | UK5 Silber · (12 Wo.)UK | US7 (14 Wo.)US | Erstveröffentlichung: 1. Juli 1969 Verkäufe: + 200.000                                       |                                                                                      |
| 1969 | Tonight I’ll Be Staying Here with You Nashville Skyline         | — | — | — | — | US50 (7 Wo.)US | Erstveröffentlichung: 7. Oktober 1969                                                        |                                                                                      |
| 1970 | Wigwam Self Portrait                                            | DE33 (½ Mt.)DE | — | CH9 (4 Wo.)CH | — | US41 (7 Wo.)US | Erstveröffentlichung: Juli 1970                                                              |                                                                                      |
| 1971 | Watching the River Flow Bob Dylan’s Greatest Hits, Vol. II      | — | — | — | UK24 (9 Wo.)UK | US41 (8 Wo.)US | Erstveröffentlichung: 3. Juni 1971                                                           |                                                                                      |
| 1971 | George Jackson –                                                | — | — | — | — | US33 (8 Wo.)US | Erstveröffentlichung: 12. November 1971                                                      |                                                                                      |
| 1973 | Knockin’ on Heaven’s Door Pat Garrett & Billy the Kid           | DE50 (1 Wo.)DE | — | — | UK14 Platin · (9 Wo.)UK | US12 (16 Wo.)US | Erstveröffentlichung: 8. August 1973 Verkäufe: + 835.000                                     |                                                                                      |
| 1973 | A Fool Such as I Dylan                                          | — | — | — | — | US55 (7 Wo.)US | Erstveröffentlichung: 19. November 1973 Original: Hank Snow B-Seite: Lily of the West        |                                                                                      |
| 1973 | Lily of the West Dylan                                          | — | AT7 (2 Mt.)AT | — | —[US: ↑] | US55 (7 Wo.)US | B-Seite von A Fool Such as I                                                                 |                                                                                      |
| 1974 | On a Night Like This Planet Waves                               | — | — | — | — | US44 (6 Wo.)US | Erstveröffentlichung: 15. Februar 1974                                                       |                                                                                      |
| 1974 | Most Likely You Go Your Way (And I’ll Go Mine) Before the Flood | — | — | — | — | US66 (5 Wo.)US | Erstveröffentlichung: 31. August 1974                                                        |                                                                                      |
| 1975 | Tangled Up in Blue Blood on the Tracks                          | — | — | — | — | US31 (7 Wo.)US | Erstveröffentlichung: 25. Februar 1975                                                       |                                                                                      |
| 1975 | Hurricane (Part I) Desire                                       | DE37 (7 Wo.)DE | — | — | UK43 Silber · (4 Wo.)UK | US33 (11 Wo.)US | Erstveröffentlichung: 21. November 1975 Verkäufe: + 310.000                                  |                                                                                      |
| 1976 | Mozambique Desire                                               | — | — | — | — | US54 (5 Wo.)US | Erstveröffentlichung: 17. Februar 1976                                                       |                                                                                      |
| 1978 | Baby Stop Crying Street Legal                                   | — | — | — | UK13 (11 Wo.)UK | — | Erstveröffentlichung: Juni 1978                                                              |                                                                                      |
| 1978 | Is Your Love in Vain? Street Legal                              | — | — | — | UK56 (3 Wo.)UK | — | Erstveröffentlichung: 29. September 1978                                                     |                                                                                      |
| 1979 | Gotta Serve Somebody Slow Train Coming                          | — | — | — | — | US24 (12 Wo.)US | Erstveröffentlichung: 15. August 1979                                                        |                                                                                      |
| 1983 | Union Sundown Infidels                                          | — | — | — | UK90 (2 Wo.)UK | — | Erstveröffentlichung: Oktober 1983                                                           |                                                                                      |
| 1983 | Sweetheart Like You Infidels                                    | — | — | — | — | US55 (9 Wo.)US | Erstveröffentlichung: 7. November 1983                                                       |                                                                                      |
| 1987 | Band of the Hand Band of the Hand O.S.T.                        | — | — | — | UK96 (1 Wo.)UK | — | Erstveröffentlichung: 21. April 1987 mit The Heartbreakers                                   |                                                                                      |
| 1989 | Everything Is Broken Oh Mercy                                   | — | — | — | UK98 (1 Wo.)UK | — | Erstveröffentlichung: 23. Oktober 1989                                                       |                                                                                      |
| 1990 | Unbelievable Under the Red Sky                                  | — | — | — | UK98 (1 Wo.)UK | — | Erstveröffentlichung: 17. September 1990                                                     |                                                                                      |
| 1994 | Dignity Greatest Hits Volume 3                                  | — | — | — | UK33 (2 Wo.)UK | — | Erstveröffentlichung: 15. November 1994                                                      |                                                                                      |
| 1998 | Love Sick Time out of Mind                                      | — | — | — | UK64 (2 Wo.)UK | — | Erstveröffentlichung: 18. Juni 1998                                                          |                                                                                      |
| 2000 | Things Have Changed The Best of Bob Dylan – Volume 2            | — | — | — | UK58 (2 Wo.)UK | — | Erstveröffentlichung: 1. Mai 2000                                                            |                                                                                      |
| 2007 | Most Likely You Go Your Way (And I’ll Go Mine) –                | DE99 (1 Wo.)DE | — | — | UK51 (2 Wo.)UK | — | Erstveröffentlichung: 24. September 2007 feat. Mark Ronson                                   |                                                                                      |
| 2009 | Must Be Santa Christmas in the Heart                            | — | — | — | UK41 (2 Wo.)UK | — | Erstveröffentlichung: November 2009                                                          |                                                                                      |

grau schraffiert: keine Chartdaten aus diesem Jahr verfügbar
Weitere Singles
| - 1962: Mixed-Up Confusion - 1964: All I Really Want To Do - 1964: With God On Our Side (mit Joan Baez) - 1964: Ye Playboys And Playgirls (mit Pete Seeger) - 1965: On The Road Again - 1965: Don’t Think Twice, It’s All Right (UK: Silber) - 1965: Pretty Peggy-O - 1966: Highway 61 Revisited - 1966: Mr. Tambourine Man (UK: Silber) - 1966: Queen Jane Approximately - 1966: It Takes a Lot To Laugh, It Takes a Train To Cry - 1966: Ballad of a Thin Man - 1967: If You Gotta Go, Go Now (Or Else You Gotta Stay All Night) - 1968: Drifter’s Escape - 1968: John Wesley Harding - 1968: All Along The Watchtower - 1970: Take a Message To Mary - 1971: If Not For You - 1971: When I Paint My Masterpiece - 1971: New Morning - 1973: Ain’t No More Cane - 1974: Something There Is About You - 1974: It Ain’t Me, Babe (Live) - 1974: Tough Mama - 1975: Million Dollar Bash - 1976: One More Cup of Coffee (Valley Below) - 1976: Stuck Inside of Mobile With The Memphis Blues Again (Live) - 1977: Romance In Durango - 1978: Changing of the Guards - 1979: Forever Young (Live) - 1979: Love Minus Zero - 1979: Precious Angel - 1979: Man Gave Names to All the Animals - 1979: Maggie’s Farm (Live at Budokan) - 1980: Slow Train - 1980: Solid Rock - 1980: Saved - 1980: What Can I Do For You - 1981: Heart of Mine - 1981: Lenny Bruce - 1981: Dead Man, Dead Man | - 1983: I and I - 1983: Jokerman - 1985: Highway 61 Revisited (Live) - 1985: Tight Connection To My Heart (Has Anybody Seen My Love?) - 1985: When The Night Comes Falling From The Sky - 1985: Emotionally Yours - 1986: Got My Mind Made Up - 1987: The Usual - 1988: Silvio - 1990: Political World - 1990: Most of the Time - 1991: Series of Dreams - 1991: Blind Willie McTell (Promosingle) - 1992: Step It Up and Go (Promosingle) - 1993: My Back Pages (Live) (mit Roger McGuinn, Tom Petty, Neil Young, Eric Clapton & George Harrison) - 1995: Dignity (Live Unplugged) - 1995: Knockin’ On Heaven's Door (Live) - 1998: Not Dark Yet - 2001: Tweedle Dee & Tweedle Dum (limitierte Vinyl-Promosingle) - 2001: Honest With Me (Promosingle) - 2001: All Along The Watchtower (Funkstar De Luxe vs. Bob Dylan) - 2006: Someday Baby (Promosingle) - 2006: Thunder on the Mountain (Promosingle) - 2009: Beyond Here Lies Nothin’ (Promosingle) - 2009: Dreamin’ of You (Promosingle) - 2009: I Feel A Change Comin' On (Promosingle) - 2009: Must Be Santa - 2012: Early Roman Kings - 2012: Duquesne Whistle (Promosingle) - 2013: Motherless Children (Live) - 2015: Full Moon & Empty Arms - 2015: Stay With Me - 2015: The Night We Called It a Day - 2016: Melancholy Mood - 2017: I Could Have Told You - 2017: My One and Only Love - 2018: Masters Of War (The Avener Rework) - 2020: I Contain Multitudes - 2020: False Prophet |

## Videoalben
| Jahr | Titel                                              | Höchstplatzierung, Gesamtwochen, AuszeichnungChartplatzierungen (Jahr, Titel, Platzierungen, Wochen, Auszeichnungen, Anmerkungen) | Höchstplatzierung, Gesamtwochen, AuszeichnungChartplatzierungen (Jahr, Titel, Platzierungen, Wochen, Auszeichnungen, Anmerkungen) | Höchstplatzierung, Gesamtwochen, AuszeichnungChartplatzierungen (Jahr, Titel, Platzierungen, Wochen, Auszeichnungen, Anmerkungen) | Höchstplatzierung, Gesamtwochen, AuszeichnungChartplatzierungen (Jahr, Titel, Platzierungen, Wochen, Auszeichnungen, Anmerkungen) | Höchstplatzierung, Gesamtwochen, AuszeichnungChartplatzierungen (Jahr, Titel, Platzierungen, Wochen, Auszeichnungen, Anmerkungen) | Anmerkungen                                                 |
| Jahr | Titel                                              | DE | AT | CH | UK | US | Anmerkungen                                                 |
| ---- | -------------------------------------------------- | --- | --- | --- | --- | --- | ----------------------------------------------------------- |
| 2004 | MTV Unplugged                                      | DE96 1 (1 Wo.)DE | — | — | UK31 Gold · (1 Wo.)UK | US— GoldUS | Erstveröffentlichung: 1. September 2004 Verkäufe: + 110.000 |
| 2005 | No Direction Home                                  | DE— GoldDE | — | — | UK1 ×2Doppelplatin · (147 Wo.)UK                                                                                                  | — | Erstveröffentlichung: 27. Februar 2007 Verkäufe: + 32.500   |
| 2007 | Don’t Look Back                                    | — | — | CH82 a (1 Wo.)CH | UK1 Gold · (27 Wo.)UK | — | Erstveröffentlichung: 27. Februar 2007 Verkäufe: + 32.500   |
| 2008 | The Other Side of the Mirror – Live at the Newport | — | — | — | UK5 Gold · (20 Wo.)UK | US— GoldUS | Erstveröffentlichung: 22. Februar 2008                      |
| 2014 | The 30th Anniversary Concert Celebration           | — | — | CH3 (6 Wo.)CH | — | — | Erstveröffentlichung: 4. März 2014 Verkäufe: + 7.500        |

Weitere Videoalben
- 2005: 1966 World Tour – The Home Movies (UK: Gold)

## Boxsets
- 2016: The 1966 Live Recordings (Sammlung aller 1966 aufgenommenen Konzerte auf 36 CDs)

## Statistik

### Chartauswertung
Die folgende Aufstellung beinhaltet eine Übersicht über die Charterfolge von Bob Dylan in den Album-, Single- und Musik-DVD-Charts. In Deutschland besteht die Besonderheit, dass Videoalben sich ebenfalls in den Albumcharts platzieren, in den weiteren Ländern stammen die Chartausgaben aus eigenständigen Musik-DVD-Charts.
|                     | DE     | AT     | CH     | UK     | US     |
| ------------------- | ------ | ------ | ------ | ------ | ------ |
| Nummer-eins-Alben   | DE1DE  | AT6AT  | CH2CH  | UK9UK  | US5US  |
| Top-10-Alben        | DE20DE | AT22AT | CH18CH | UK42UK | US23US |
| Alben in den Charts | DE61DE | AT45AT | CH45CH | UK74UK | US79US |

|                       | DE    | AT    | CH    | UK     | US     |
| --------------------- | ----- | ----- | ----- | ------ | ------ |
| Nummer-eins-Singles   | DE—DE | AT—AT | CH—CH | UK—UK  | US—US  |
| Top-10-Singles        | DE—DE | AT1AT | CH1CH | UK6UK  | US4US  |
| Singles in den Charts | DE5DE | AT1AT | CH1CH | UK26UK | US23US |

|                          | DE    | AT    | CH    | UK    | US    |
| ------------------------ | ----- | ----- | ----- | ----- | ----- |
| Nummer-eins-Videoalben   | DE—DE | AT—AT | CH—CH | UK2UK | US—US |
| Top-10-Videoalben        | DE—DE | AT—AT | CH1CH | UK3UK | US—US |
| Videoalben in den Charts | DE—DE | AT—AT | CH1CH | UK4UK | US—US |

### Auszeichnungen für Musikverkäufe
| Land/RegionAuszeichnungen für Musikverkäufe (Land/Region, Auszeichnungen, Verkäufe, Quellen) | Silber       | Gold         | Platin         | Verkäufe    | Quellen                                                    |
| -------------------------------------------------------------------------------------------- | ------------ | ------------ | -------------- | ----------- | ---------------------------------------------------------- |
| Australien (ARIA)                                                                            | —            | 8× Gold8     | 11× Platin11   | 825.000     | aria.com.au                                                |
| Belgien (BRMA)                                                                               | —            | Gold1        | —              | 15.000      | ultratop.be                                                |
| Brasilien (PMB)                                                                              | —            | —            | Platin1        | 60.000      | pro-musicabr.org.br                                        |
| Dänemark (IFPI)                                                                              | —            | 2× Gold2     | 2× Platin2     | 195.000     | ifpi.dk                                                    |
| Deutschland (BVMI)                                                                           | —            | 5× Gold5     | —              | 875.000     | musikindustrie.de                                          |
| Europa (IFPI)                                                                                | —            | —            | Platin1        | (1.000.000) | ifpi.org (Memento vom 1. Januar 2014 im Internet Archive)  |
| Finnland (IFPI)                                                                              | —            | —            | —              | 10.691      | Einzelnachweise                                            |
| Frankreich (SNEP)                                                                            | —            | 8× Gold8     | —              | 800.000     | infodisc.fr snepmusique.com                                |
| Irland (IRMA)                                                                                | —            | Gold1        | 2× Platin2     | 37.500      | irishcharts.ie                                             |
| Italien (FIMI)                                                                               | —            | 4× Gold4     | 3× Platin3     | 240.000     | fimi.it                                                    |
| Kanada (MC)                                                                                  | —            | 8× Gold8     | 13× Platin13   | 1.660.000   | musiccanada.com                                            |
| Mexiko (AMPROFON)                                                                            | —            | Gold1        | —              | 30.000      | amprofon.com.mx                                            |
| Neuseeland (RMNZ)                                                                            | —            | 5× Gold5     | 26× Platin26   | 532.500     | aotearoamusiccharts.co.nz NZ2                              |
| Niederlande (NVPI)                                                                           | —            | —            | 3× Platin3     | 275.000     | nvpi.nl                                                    |
| Norwegen (IFPI)                                                                              | —            | 2× Gold2     | Platin1        | 95.000      | ifpi.no (Memento vom 5. November 2012 im Internet Archive) |
| Österreich (IFPI)                                                                            | —            | 5× Gold5     | —              | 92.500      | ifpi.at                                                    |
| Schweden (IFPI)                                                                              | —            | 3× Gold3     | —              | 90.000      | sverigetopplistan.se                                       |
| Schweiz (IFPI)                                                                               | —            | 6× Gold6     | Platin1        | 175.000     | hitparade.ch                                               |
| Spanien (Promusicae)                                                                         | —            | 3× Gold3     | 3× Platin3     | 290.000     | elportaldemusica.es ES2                                    |
| Vereinigte Staaten (RIAA)                                                                    | —            | 24× Gold24   | 28× Platin28   | 40.100.000  | riaa.com                                                   |
| Vereinigtes Königreich (BPI)                                                                 | 18× Silber18 | 31× Gold31   | 17× Platin17   | 11.360.000  | bpi.co.uk                                                  |
| Insgesamt                                                                                    | 18× Silber18 | 117× Gold117 | 112× Platin112 |             |                                                            |